# غسان الشكعة
غسان وليد الشكعة (1943 - 25 يناير 2018) سياسي ومحامي فلسطيني راحل.

## عن حياته
ولد في نابلس عام 1943 ودرس في مدارس النجاح والخالدية وعادل زعيتر والجاحظ والصلاحية. نال درجة الليسانس في الحقوق من جامعة بيروت العربية عام 1971. عمل موظفاً في البنك العربي، فرع (راس بيروت) من 1969-1972. عضو اللجنة الفرعية لنقابة المحامين في نابلس. اعتقلته القوات الإسرائيلية في العام 1981 ضمن شبكة لحركة فتح وحكمته محكمة عسكرية إسرائيلية بالسجن الفعلي لمدة ستة شهور. رئيس هيئة مكتب المحامين في القدس (نقيب المحامين في الضفة الغربية).
اُنتخب عضوًا في المجلس التشريعي الفلسطيني بعد الانتخابات العامة الفلسطينية عام 1996 حيث حصل على 27,365 صوتًا في دائرة محافظة نابلس ممثلًا عن حركة فتح.
وهو عضو في اللجنة التنفيذية لمنظمة التحرير الفلسطينية منذ عام 1997. ورئيس بلدية نابلس 1994 - 2004 وأكتوبر 2012 - حتى آب 2015[بحاجة لمصدر] على فترتين.
قررت اللجنة المركزية لحركة فتح في 3 أكتوبر 2012 فصله من الحركة، لمخالفته قرار الحركة ومشاركته بشكل منفصل في الانتخابات المحلية الفلسطينية 2012–13.

## وفاته
تُوفي غسان الشكعة في 25 يناير 2018، عن عمرٍ يناهز 75 عامًا.